# Dizzee Rascal
Dizzee Rascal, född den 18 september 1984 som Dylan Mills, uppväxt i Bow, östra London, är en brittisk artist, rappare, låtskrivare och musikproducent. Han är ansedd som en av pionjärerna inom grimescenen, men hans musik kan också sorteras in under UK garage, bassline, brittisk hiphop och R&B. 2003, 18 år gammal, släppte han sitt debutalbum Boy in Da Corner, för vilket han senare tilldelades Mercury Music Prize. 
Han är tidigare medlem i grimekollektivet Roll Deep.

## Diskografi

### Album
- Boy in Da Corner (2003)
- Showtime (2004)
- Maths and English (2007)
- Tongue N' Cheek (2009)
- The Fifth (2013)
- Raskit (2017)
- E3 AF (2020)
- Don't Take It Personal (2024)